# Ильино (Ярославский район)
Ильино — деревня в Ивняковском сельском поселении Ярославского района Ярославской области России.

## География
Деревня расположена на северо-западе Ярославля в окружении сельскохозяйственных полей.

## История
В 2006 году деревня вошла в состав Ивняковского сельского поселения образованного в результате слияния Ивняковского и Бекреневского сельсоветов.

## Население
| 2007 | 2010 |
| ---- | ---- |
| 6    | ↘4   |

### Историческая численность населения
По состоянию на 1859 год в деревне было 17 домов и проживало 117 человек.
По состоянию на 1989 год в деревне проживало 17 человек.

### Национальный и гендерный состав
Согласно результатам переписи 2002 года, в национальной структуре населения русские составляли 100 % из 98 чел., из них 2 мужчины.
Согласно результатам переписи 2010 года население составляют 2 мужчины и 2 женщины.

## Инфраструктура
Основа экономики — личное подсобное хозяйство. По состоянию на 2021 год большинство домов используется жителями для постоянного проживания и проживания в летний период. Вода добывается жителями из личных колодцев. Имеется пруд, таксофон (около дома №3).
Почтовое отделение №150506, расположенное в деревне Бекренево, на март 2022 года обслуживает в деревне 29 домов. Дом №4А обслуживает почтовое отделение №150508, расположенное в селе Сарафоново.

## Транспорт
Расположена в 2,5 км от Ленинградского проспекта Ярославля. Возможен проезд через деревню Бельково и по полям.